# (751) Faïna
(751) Faïna es un asteroide perteneciente al cinturón de asteroides descubierto el 28 de abril de 1913 por Grigori Nikoláievich Neúimin desde el observatorio de Simeiz en Crimea.
Está nombrado en honor de Faina Neúimina, primera esposa del descubridor.
Forma parte de la familia asteroidal de María.